# 白河市循環バス
白河市循環バス（しらかわしじゅんかんバス）は、2007年（平成19年）10月から運行を開始した福島県白河市のコミュニティバス。こみねっとの愛称があり、JRバス関東白河支店と福島交通が運行を受託している。

## 現行路線
中循環、南循環、西循環の3路線にそれぞれ2コースが設定されており、計6系統が運行されている。一部の系統は2015年（平成27年）8月1日から東北本線の北側の地域への延長運行が行われている。2023年4月1日より西循環の本格運行を開始した。

### 中循環
1コース・2コースに分かれる。JRバス関東が受託。日曜・祝日は運休。
- （白河駅前←会津町←金勝寺←飯沢←白河病院←白河厚生総合病院←弥次郎←外薄葉←女石←向寺←田町←横町←）白河駅前 - 中町 - 本町 - 本町四辻 - 白河第三小学校 - 白河旭高校 - 旭町一丁目 - 白寿園 - 運動公園入口 - 結城西 - 八竜神橋 - 関川窪団地 - 菅生館 - 南湖東口 - 合戦坂入口 - 実業高校前 - つつじヶ丘 - 南湖公園 - 団地前 - 小丸山 - 白河モール前 - 白河モール - メガステージ - 住宅前 - 新白河駅 - 高山 - 新白河一丁目 - 白河高校 - 大町 - 二番町 - 天神町 - 市役所前 - 白河駅前

### 南循環
3コース・4コースに分かれる。福島交通が受託。日曜・祝日は運休。
- 白河駅前 - 市役所前 - 天神町 - 二番町 - 三番町 - 七番町 - 九番町 - 白河クリニックタウン - 白河モール東口 - 小丸山 - 松風の里団地 - 南湖ニュータウン - 影鬼越 - 石阿弥陀 - まほろん - ライフパーク - ライフパーク入口 - 三輪台団地 - ニュータウン入口 - ニュータウン東口 - みさか東 - 地区センター前 - みさか西 - みさか小学校 - みさか郵便局前 - 古高山 - 緑ヶ丘 - 新高山 - 白河モール - メガステージ - 住宅前 - 新白河駅 - 高山 - 新白河一丁目 - 警察署前 - 昭和町 - 道場町 - 道場小路 - 白河駅前（→横町→田町→向寺→女石→外薄葉→弥次郎→白河厚生総合病院→白河病院→飯沢→金勝寺→会津町→白河駅前）

### 西循環
左回り（5コース）・右回り（6コース）に分かれる。左回りは福島交通、右回りはJRバス関東が受託。土曜・日曜・祝日・2月11日は運休。
- （→左回り）白河駅前 - 横町 - 田町 - 落葉 - 葉ノ木平 - 弥次郎 - 白河厚生総合病院 - 白河病院前 - 飯沢 - 金勝寺 - 会津町 - 白河駅前 - 道場小路 - 道場町 - 昭和町 - 警察署前 - 南真舟 - 真舟団地 - 二中入口 - 御台場 - 新白河一丁目 - 高山 - 新白河駅前 - 住宅前 - メガステージ - 白河モール - 白河モール前 - 小丸山 - 東大沼 - 栄町 - 本町 - 中町 - 白河駅（←右回り）

## 運賃
運賃は一律おとな200円・こども100円。ただし70歳以上の高齢者などに発行される「ふれあいパス」を提示した場合は無料となる。
こみねっとの別路線（「中循環から南循環または西循環」「南循環から中循環または西循環」「西循環から中循環または南循環」）に乗換える場合は、「乗換券」が発券され、乗り換え前のバスから通算して乗車することができる。ただし、乗り換え後のバスでは乗換券の発券はないため、3路線以上を通算運賃で乗り継ぐことはできない。